# État de siège (France)
Pour les articles homonymes, voir État de siège (homonymie).
Lire en ligne

Article L2121-1 du code de la Défense

En France, l'état de siège est un dispositif législatif et constitutionnel permettant le transfert de pouvoirs de police de l'autorité civile à l'autorité militaire, la création de juridictions militaires et l'extension des pouvoirs de police. Ce type de norme juridique est comparable dans une certaine mesure à la loi martiale.
L'état de siège est créé sous sa forme actuelle par la loi du 3 avril 1878. Les premières applications de l’état de siège en France ont été instituées pour mettre fin à des troubles intérieurs, comme les journées de Juin 1848, ou pendant la Commune de Paris en 1871. Il est déclaré plus tard durant la Première et la Seconde Guerre mondiale.
La Constitution de 1958 a encadré cette disposition dans son article 36.
Il ne peut être mis en œuvre que sur une partie du territoire, après délibération du Conseil des ministres et avec signature du président de la République, lorsqu'il y a péril imminent du fait d'une insurrection armée ou d'une guerre. Pendant l'état de siège, il y a un transfert de pouvoirs des autorités civiles aux autorités militaires. La prolongation de l'état de siège au-delà de 12 jours est soumise à l'autorisation du Parlement.

## Histoire

### Origine
L'état de siège tire son nom du statut des places fortes assiégées. Dans le système des Provinces de l'Ancien Régime, chaque place forte a un gouverneur qui est représentant local du roi, à titre aussi bien militaire que civil, et relève directement en temps normal du gouverneur de la province. Quand la place est assiégée et donc isolée, c'est son gouverneur qui y assume naturellement les pouvoirs régaliens, en dirige la défense et ce qui y concourt (gestion des travaux publics, logement de la troupe, rationnement des vivres...), aidé des autorités municipales (cf. l'ordonnance pour régler le service dans les places, du 1er mars 1768).
Pendant la Révolution, le système provincial est aboli en 1791, et la centralisation jacobine aboutit à distinguer les pouvoirs, jusque-là confondus, des futurs ministères de la défense et de l'intérieur. Dans une place assiégée, on ne peut cependant toujours pas tolérer deux autorités « concurrentes ». L'impératif de défense primant, l'ensemble des pouvoirs de justice et de police (maintien de l'ordre et sûreté), mais aussi ce qui y concourt, est placé sous l'autorité du gouverneur militaire de la place, seul responsable de (tout) ce qui s'y passe devant le gouvernement. Un certain nombre de délégations et d'arrangements est en général concédé aux autorités civiles (maire notamment) en ce qui a trait à la gestion quotidienne de la population civile (loi sur la conservation des places de guerre du 10 juillet 1791).
Avec la création, en 1791 toujours, des divisions militaires territoriales, la notion d'état de siège peut également prendre une tournure « zonale » pour pouvoir concerner un territoire, une région tout entière. Les juristes distinguent alors l'état de siège proprement dit, qui ne concerne que les lieux assiégés (cf. par ex., ci-dessous, lois de 1789 et 1791), et l'état de siège politique (loi de 1849), qui peut être défini comme « une institution politique conçue pour les situations de grave danger pour la sécurité nationale ». Toutefois, que ce soit dans la Constitution de 1852 (art. 12) ou dans la loi de 1878, l'état de siège doit être restreint dans l'espace : il n'a pas vocation à s'appliquer à tout le territoire, mais seulement à « un ou plusieurs départements » selon l'expression de la Constitution de 1852.

### Loi du 21 octobre 1789, contre les attroupements, ou loi martiale
Dans son Esprit des Lois, Montesquieu convenait que : « Il y a des cas où il faut mettre, pour un moment, un voile sur la liberté, comme l’on cache les statues des dieux ».

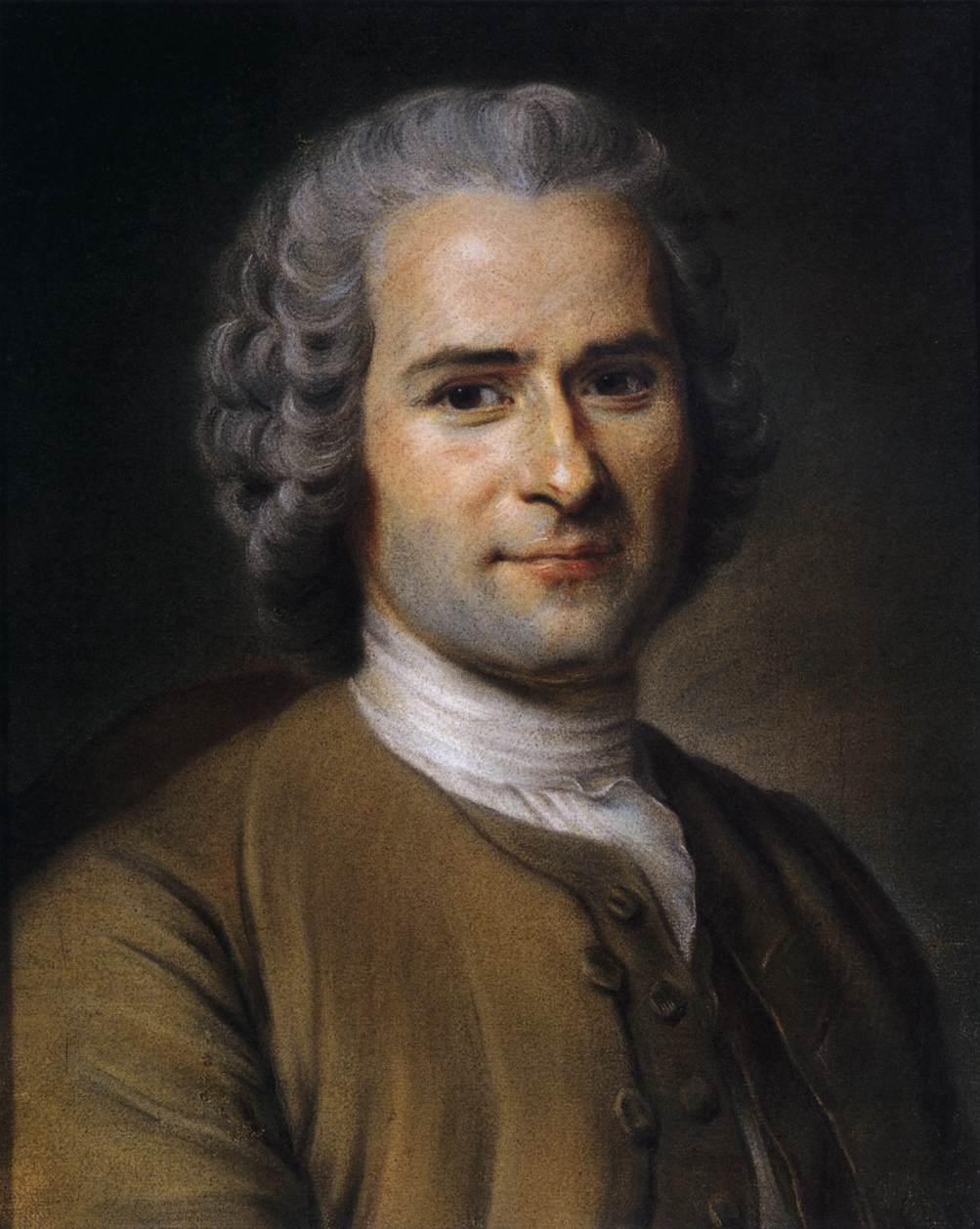
Jean-Jacques Rousseau

Dans ses Considérations sur le gouvernement de Pologne, Jean-Jacques Rousseau expliquait que : « Tout État libre où les grandes crises n'ont pas été prévues est à chaque orage en danger de périr ».
Dix ans plus tôt, il avait écrit, dans son maître ouvrage, Du Contrat social : « L'inflexibilité des lois, qui les empêche de se plier aux événements, peut, en certains cas, les rendre pernicieuses, et causer par elles la perte de l'État dans sa crise. L'ordre et la lenteur des formes demandent un espace de temps que les circonstances refusent quelquefois. Il peut se présenter mille cas auxquels le législateur n'a point pourvu ; et c'est une prévoyance très nécessaire de sentir qu'on ne peut tout prévoir. — Il ne faut donc pas vouloir affermir les institutions politiques jusqu'à s'ôter le pouvoir d'en suspendre l'effet. Sparte elle-même a laissé dormir ses lois. — Mais il n'y a que les plus grands dangers qui puissent balancer celui d'altérer l'ordre public, et I'on ne doit jamais arrêter le pouvoir sacré des lois que quand il s'agit du salut de la patrie ».
Sur ces bases, l'Assemblée nationale constituante fit une loi contre les attroupements : son décret du 21 octobre 1789, contre les attroupements, ou loi martiale, et qui, sanctionné par le roi, par une déclaration du même jour, devint la loi des 21=21 octobre 1789.
L'exposé de ses motifs mérite d'être reproduit : « L'Assemblée nationale [constituante], considérant que la liberté affermit les empires, mais que la licence les détruit ; que loin d'être le droit de tout faire, la liberté n'existe que par l'obéissance aux lois ; que si, dans les temps calmes, cette obéissance est suffisamment assurée par l'autorité publique ordinaire, il peut survenir des époques difficiles où les peuples, agités par des causes souvent criminelles, deviennent l'instrument d'intrigues qu'ils ignorent ; que ces temps de crise nécessitent momentanément des moyens extraordinaires pour maintenir la tranquillité publique et conserver les droits de tous, a décrété et décrète la présente loi martiale ».

### Loi du 10 juillet 1791, concernant la conservation et le classement des places de guerre et postes militaires, la police des fortifications et autres objets y relatifs

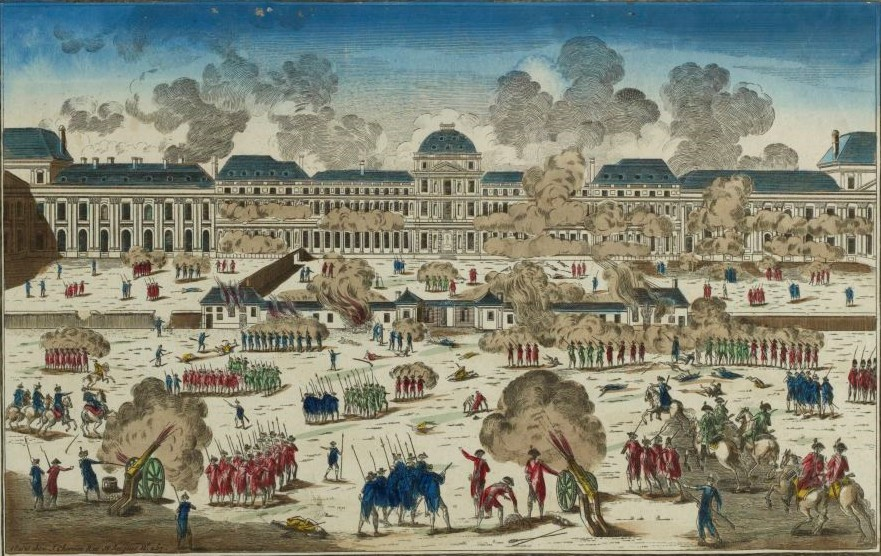
Siège des Tuileries, 1792, conservé au musée de la Révolution française

L'Assemblée nationale constituante fit une loi sur l'état de siège : son décret du 8 juillet 1791, concernant la conservation et le classement des places de guerre et postes militaires, la police des fortifications et autres objets y relatifs, et qui, sanctionné par le roi le 10 juillet 1791, devint la loi des 8=10 juillet 1791.
Ne visant que la guerre de siège, elle n'était applicable qu'aux « places de guerre et postes militaires », en cas de guerre préalablement déclarée, et à l'état de siège par « investissement [de ces places et postes] par des troupes ennemies ».
En effet, l'Assemblée nationale constituante avait fait une loi sur l'état de guerre : son décret du 22 mai 1790, concernant le droit de faire la paix et la guerre, et qui, sanctionné par le roi le 27 mai 1790, était devenue la loi 22=27 mai 1790.
Aux termes de son article 1er, le droit de la paix et de la guerre appartenant à la nation, la guerre ne pouvait être décidée que par un décret du Corps législatif, rendu sur la proposition formelle et nécessaire du roi, et sanctionné par lui.
Aussi la loi des 8=10 juillet 1791 prévoyait-elle, en son article 8, que : « L'état de guerre sera déterminé par un décret du Corps législatif, rendu sur la proposition du Roi, sanctionné et proclamé par lui ».
Elle précisait, en son article 9, que : « Et dans le cas où le Corps législatif ne serait pas assemblé, le Roi pourra, de sa seule autorité, proclamer que telles places [de guerre] ou postes [militaires] sont en état de guerre, sous la responsabilité personnelle des ministres ; mais, lors de la réunion du Corps législatif, il délibérera sur la proclamation du Roi, à l'effet de la valider ou de l'infirmer par un décret ».
L'article 7 de la loi des 8=10 juillet 1791 disposait, en effet, que :

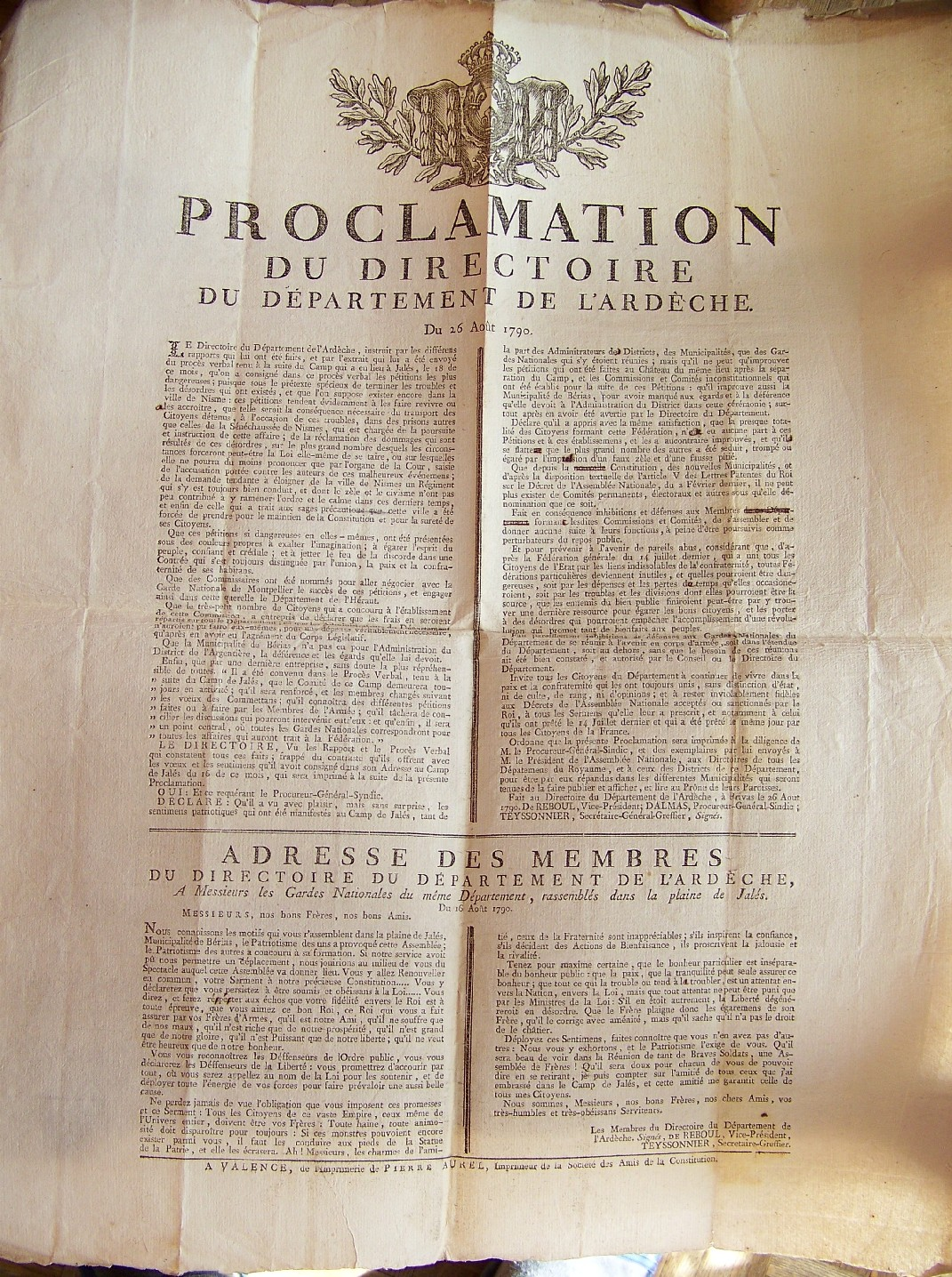
Proclamation du directoire, août 1790

« Dans les places de guerre et postes militaires, lorsque ces places et postes seront en état de guerre, les officiers civils ne cesseront pas d'être chargés de l'ordre et de la police intérieurs ; mais ils pourront être requis, par le commandant militaire, de se prêter aux mesures d'ordre et de police qui intéresseront la sûreté de la place : en conséquence, pour assurer la responsabilité respective des officiers civils et des agents militaires, les délibérations du conseil de guerre, en vertu desquelles les réquisitions du commandant militaire auront été faites, seront remises et resteront à la municipalité. »

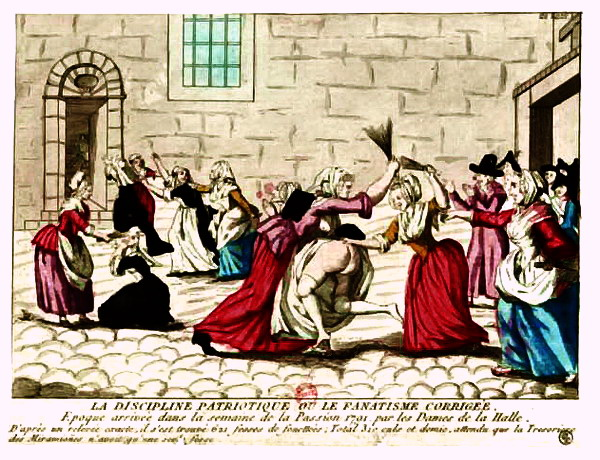
illustration Les Fouetteuses de la Révolution française

L'article 11 de la loi des 8 et 10 juillet 1791 prévoyait que :

« Les places de guerre et postes militaires seront en état de siège, non seulement dès l'instant que les attaques seront commencées, mais même aussitôt que, par l'effet de leur investissement par des troupes ennemies, les communications du dehors au dedans et du dedans au dehors seront interceptées, à la distance de dix-huit cent toises des crêtes des chemins couverts » ; et son article 12, que : « L'état de siège ne cessera que lorsque l'investissement sera rompu, et, dans le cas où les attaques auraient été commencées, qu'après que les travaux des assiégeants auront été détruits, et que les brèches auront été réparées ou mises en état de défense. »

L'état de siège avait pour effet de transférer au commandant militaire l'intégralité des pouvoirs dont l'autorité civile est revêtue, dans l'état de paix, pour le maintien de l'ordre et la police. L'article 10 de la loi des 8=10 juillet 1791 disposait, en effet, que :

« Dans les places de guerre et postes militaires, lorsque ces places et postes seront en état de siège, toute l'autorité dont les officiers civils sont revêtus par la Constitution, pour le maintien de l'ordre et de la police intérieurs, passera au commandant militaire, qui l'exercera exclusivement, sous sa responsabilité personnelle. »

### Loi du 10 fructidor an V, déterminant la manière dont les communes de l’intérieur de la République pourront être mises en état de guerre ou de siège
Sous le Directoire, la loi du 10 fructidor an V (27 août 1797), déterminant la manière dont les communes de l’intérieur de la République pourront être mises en état de guerre ou de siège, peut être considérée comme la première loi sur l'état de siège politique, dans la mesure où elle s'applique au-delà des places assiégées pour concerner les communes de l'intérieur. De plus, elle prend en compte non seulement la menace militaire (provenant donc d'un État ennemi), mais également civile ou insurrectionnel - en s'intéressant à l'investissement des villes par les rebelles.
La déclaration de l'état de siège par le Directoire reste soumise à l'autorisation d'une loi. Toutefois, neuf jours plus tard, le lendemain même du coup d'État du 18 fructidor an V, le Directoire se fit attribuer, par les débris survivants de la Représentation nationale, le pouvoir de déclarer seul l'état de siège.

### Constitution du 22 frimaire an VIII
La Constitution du 22 frimaire an VIII (13 décembre 1799), en vigueur pendant le Consulat (1799-1804), permettait de suspendre l’« empire de la Constitution ». L'art. 92 dispose en effet :

« Dans le cas de révolte à main armée ou de troubles qui menacent la sûreté de l'État, la loi peut suspendre, dans les lieux et pour le temps qu'elle détermine, l'empire de la Constitution. Cette suspension peut être provisoirement déclarée, dans les mêmes cas, par un arrêté du gouvernement, le Corps législatif étant en vacances, pourvu que ce corps soit convoqué au plus court terme par un article du même arrêté. »

Selon le juriste Joseph Barthélémy (1915), une telle suspension intégrale de la Constitution et donc de la légalité, qu'il appelle « dictature », diffère cependant toutefois de l'état de siège tel que formulé par les lois de 1849 et de 1878, qui constituaient le cadre juridique de celui-ci lors de la Troisième République et continuent largement à déterminer son cadre actuel.

### Décret du 24 décembre 1811, relatif à l'organisation et au service des états-majors de places
Mais au surplus, le décret impérial du 24 décembre 1811, relatif à l'organisation et au service des états-majors de places, considéra les places de guerre dans l'état de paix, dans l'état de guerre, dans l'état de siège, et Napoléon Ier revint sur les lois du 10 juillet 1791 et du 10 fructidor an V pour les refondre dans son décret.
Au cas d'investissement, il ajouta ceux d'attaque et de sédition intérieure comme cause suffisante de l'état de siège ; et il statua que, par l'effet de la déclaration, l'autorité du magistrat, pour le maintien de l'ordre et de la police, passerait tout entière au commandant d'armes.

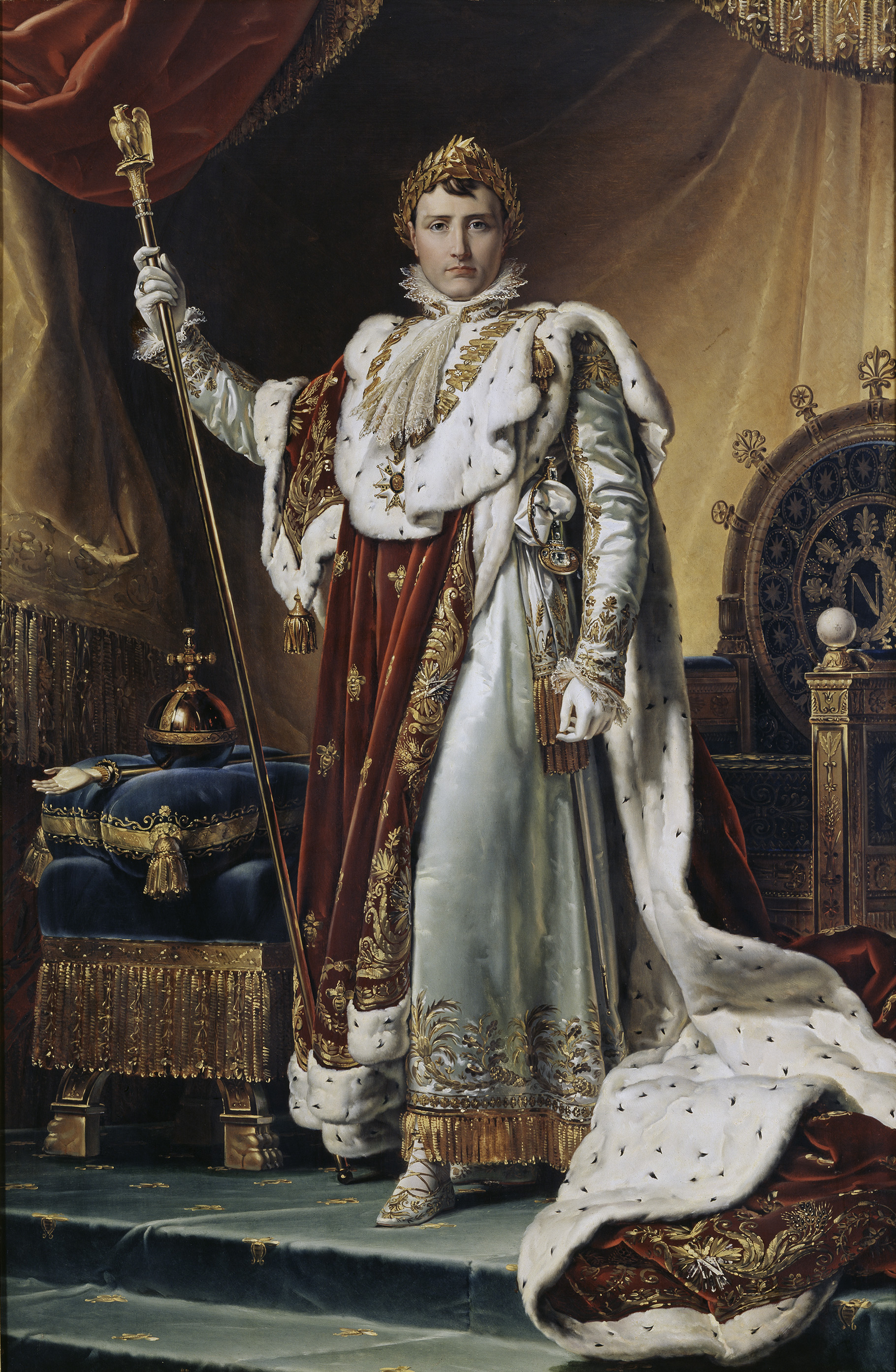
Napoléon Ier en costume du Sacre, conservé au château de Fontainebleau

### Acte additionnel aux constitutions de l'Empire du 22 avril 1815
Sous les Cent-Jours, l'article 66 de l'Acte additionnel aux constitutions de l'Empire du 22 avril 1815 disposait que : « Aucune place, aucune partie du territoire, ne peut être déclarée en état de siège, que dans le cas d’invasion de la part d’une force étrangère, ou de troubles civils. — Dans le premier cas, la déclaration est faite par un acte du Gouvernement. — Dans le second cas, elle ne peut l’être que par la loi. Toutefois, si, le cas arrivant, les Chambres [des représentants et des Pairs] ne sont pas assemblées, l’acte du Gouvernement déclarant l’état de siège doit être converti en une proposition de loi dans les quinze premiers jours de la réunion des Chambres ».

### Arrêt de la Cour de cassation du 30 juin 1832, Sieur Geoffroy
Pendant les Trois Glorieuses, une ordonnance de Charles X du 28 juillet 1830 déclara la ville de Paris en état de siège.
Sous la monarchie de juillet, l'état de siège fut d'abord déclaré lors du soulèvement d'une partie de la Vendée, en 1832 : une ordonnance de Louis-Philippe du 1er juin 1832 déclara en état de siège les arrondissements de Laval, Château-Gontier et Vitré. Par une autre ordonnance du 3 juin 1832, l'état de siège fut déclaré pour les communes faisant partie des départements de Maine-et-Loire, de la Loire-Inférieure, de la Vendée et des Deux-Sèvres.
L'état de siège déclaré par ces deux ordonnances royales ne fut levé que par autre une ordonnance royale du 10 juin 1833.
La ville de Paris elle-même fut déclarée en état de siège par une ordonnance royale du 6 juin 1832 qui, du reste, prévoyait ne déroger en rien aux dispositions relatives au commandement et service de la garde nationale.

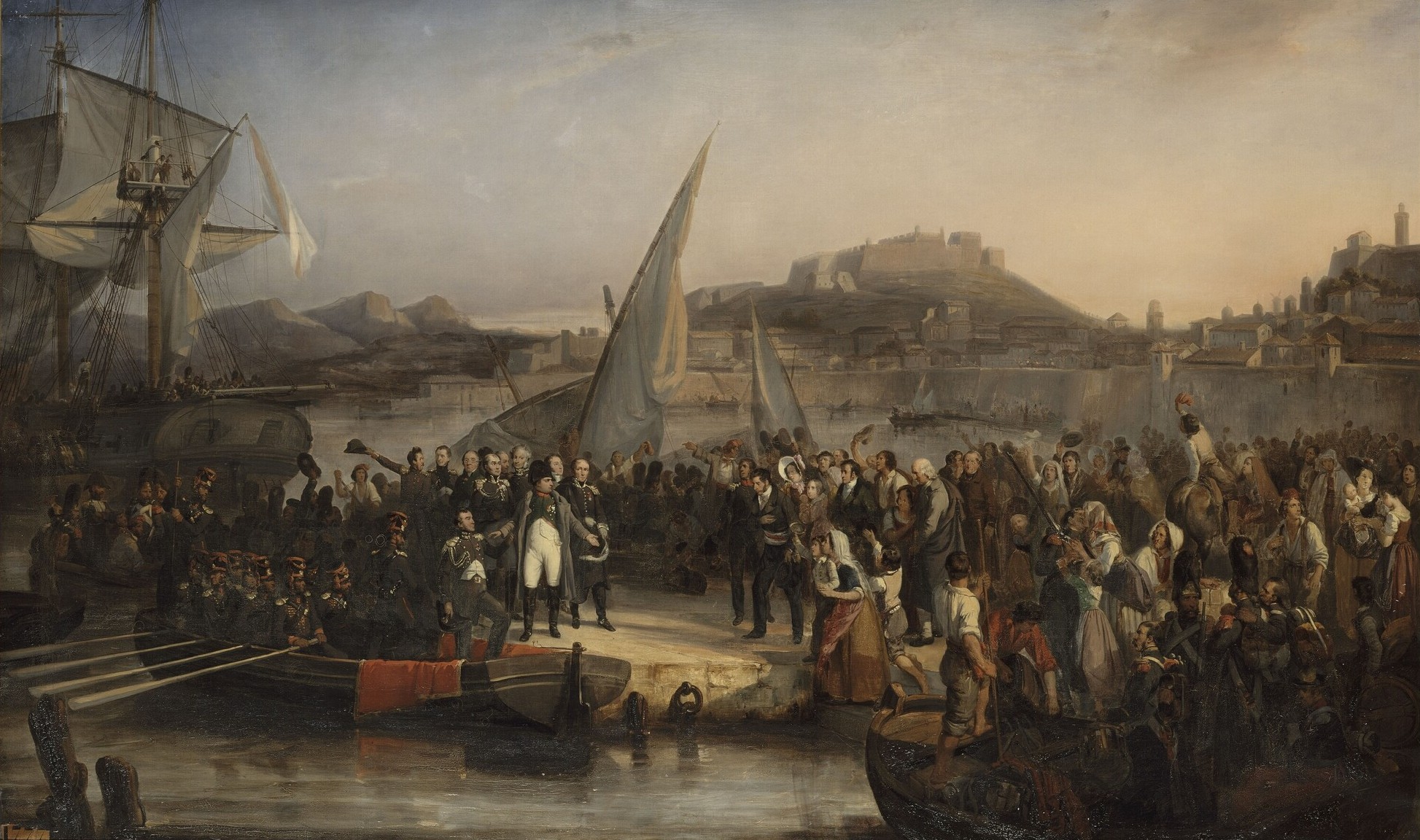
Napoléon Ier quittant l'île d'Elbe, 1836

L'état de siège fut levé, à Paris, par une ordonnance royale du 29 juin 1832.
Mais l'ordonnance royale du 6 juin 1832 fut immédiatement l'objet de vives critiques.
La Charte constitutionnelle du 14 août 1830 disposait, en effet, en son article 53, que : « Nul ne pourra être distrait de ses juges naturels » ; et elle précisait, en son article 54, que : « Il ne pourra en conséquence être créé de commissions et de tribunaux extraordinaires, à quelque titre et sous quelque dénomination que ce puisse être ».
L'on se demanda si, en présence de ces dispositions constitutionnelles, le gouvernement était en droit de prendre une mesure dont l'effet, aux termes du décret du 24 décembre 1811, était de soumettre à la juridiction des conseils de guerre des personnes étrangères à l'armée.
La cour royale de Paris se prononça pour l'affirmative sur cette question, d'une manière il est vrai implicite, en déclarant, par arrêt du 7 juin 1832, qu'il n'y avait pas lieu par elle d'évoquer l'instruction relative aux actes qui avaient motivé l'ordonnance royale du 6 juin 1832. — V° pour cet arrêt, celui ci-après, Cass., 19 juin suivant, Geoffroy.
Et la cour royale d'Angers jugea que la mise en état de siège d'une ville avait pour effet de dessaisir la juridiction ordinaire de la connaissance des procédures politiques commencées dans l'étendue déterminée par l’ordonnance, depuis la guerre civile qui l'a motivé, et de l'attribuer aux conseils de guerre.
Parmi les personnes qui, traduites alors devant les conseils de guerre, furent frappés par eux de condamnations capitales, un sieur Geoffroy, déclaré coupable d'un attentat dont le but était de renverser le gouvernement et d'exciter la guerre civile, fut condamné par le second conseil de guerre de Paris à la peine de mort par application des articles 87, 89 et 91 du code pénal, et de la loi du 18 germinal an VII.
Ce condamné se pourvut immédiatement en cassation.

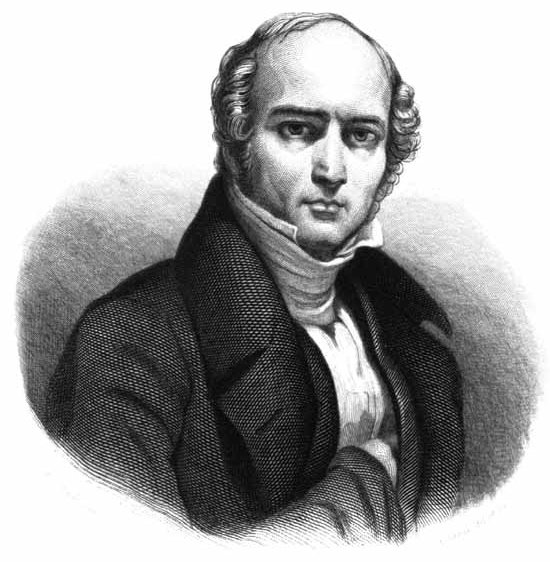
Odilon Barrot (portrait gravé par Émile Giroux d'après Ary Scheffer)

Par arrêt du 21 juin 1832, la Cour de cassation ordonna qu'il serait fait apport en son greffe des pièces à l'appui du pourvoi.
À l'audience du 29 juin 1832, Odilon-Barrot, avocat du condamné, présenta devant la Cour trois thèses de droit dont chacune soulevait une grave question.
Il soutint, en effet, que :
1. La mise en état de siège d'une ville par une simple ordonnance, quand il n'y a pas eu investissement, quand les communications n'ont pas été interrompues, est un acte illégal qui est réputé ne pas exister ;
2. Au cas où l'état de siège pourrait être considéré comme légal et constitutionnel, la conséquence n'a pu être d'enlever les citoyens à leurs juges naturels, et d'effacer pour eux les articles 53 et 54 de la charte du 14 août 1830 ;
3. Au cas, enfin, où l'état de siège serait légal, et en admettant qu'il puisse y avoir lieu à déplacement de juridiction, l'ordonnance royale du 6 juin 1832 ne pourrait être rétroactive et s'appliquer indéfiniment à tous les faits antérieurs à sa promulgation.

Dans son célèbre arrêt du 29 juin 1832, la Cour de cassation ne crut pas qu'il lui appartînt d'apprécier la question de légalité de l'ordonnance de mise en état de siège.
Mais, se prononçant sur la seconde des questions qui lui étaient soumises, elle cassa la décision du conseil de guerre ; et jugea que les lois et décrets sur la mise en état de siège ne devaient être exécutés que dans celles de leurs dispositions qui n'étaient pas contraires à la Charte constitutionnelle ; qu'en conséquence, l'article 103 du décret du 24 décembre 1811, portant que « tous les délits pourraient être jugés par des conseils de guerre », étant inconciliable avec les articles 53 et 54 de la Charte de 1830, la mise en état de siège d'une ville ne pouvait avoir pour effet d'attribuer juridiction aux conseils de guerre sur les personnes qui ne sont pas militaires ni assimilés aux militaires.
La troisième question devint ainsi sans objet.
À quelques jours de distance de l'arrêt qui précède, la Cour de cassation rendit trois autres semblables.

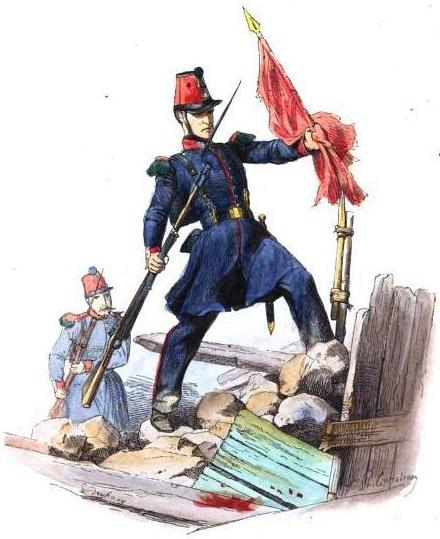
Garde nationale mobile pendant les Journées de Juin

### Application en 1848
L’état de siège a ainsi été déclaré rapidement, à Paris, sous la Deuxième République à la suite des Journées de Juin. On a donc décidé de donner tous les pouvoirs au général Cavaignac, c’est-à-dire le ministre des Armées et par contrecoup, de conférer toutes sortes d’autorités à l’autorité militaire. Comme un an plus tard, en 1849, une manifestation avait encore dégénéré dans les rues de Paris, l’Assemblée Nationale a décidé de codifier cet état de siège par la loi du 9 août 1849.

### Loi du 9 août 1849 sur l'état de siège
La loi du 9 août 1849 sur l'état de siège est la première grande loi française réglant les modalités de l'état de siège. Elle vient compléter l'article 106 de la Constitution française de 1848, qui disposait qu'« une loi déterminera les cas dans lesquels l'état de siège pourra être déclaré, et réglera les formes et les effets de cette mesure ».

### Constitution du 14 janvier 1852
Aux termes de l'article 12 de la Constitution française de 1852 : « [Le Président de la République] a le droit de déclarer l'état de siège dans un ou plusieurs départements, sauf à en référer au Sénat dans le plus bref délai. — Les conséquences de l'état de siège sont réglées par la loi ».

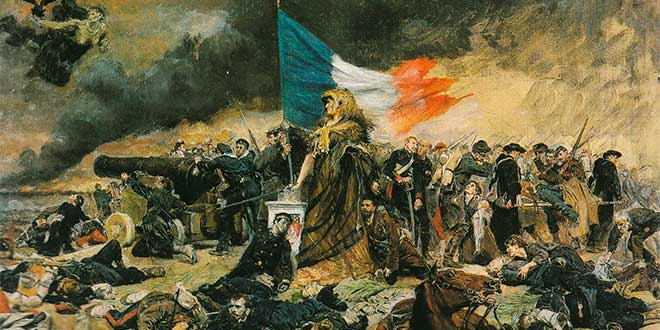
illustration, Guerre franco-allemande de 1870

### Application pendant la guerre franco-allemande de 1870
L'état de siège est en vigueur dans les villes de l’Est de la France et à Paris pendant la guerre franco-prussienne de 1870.

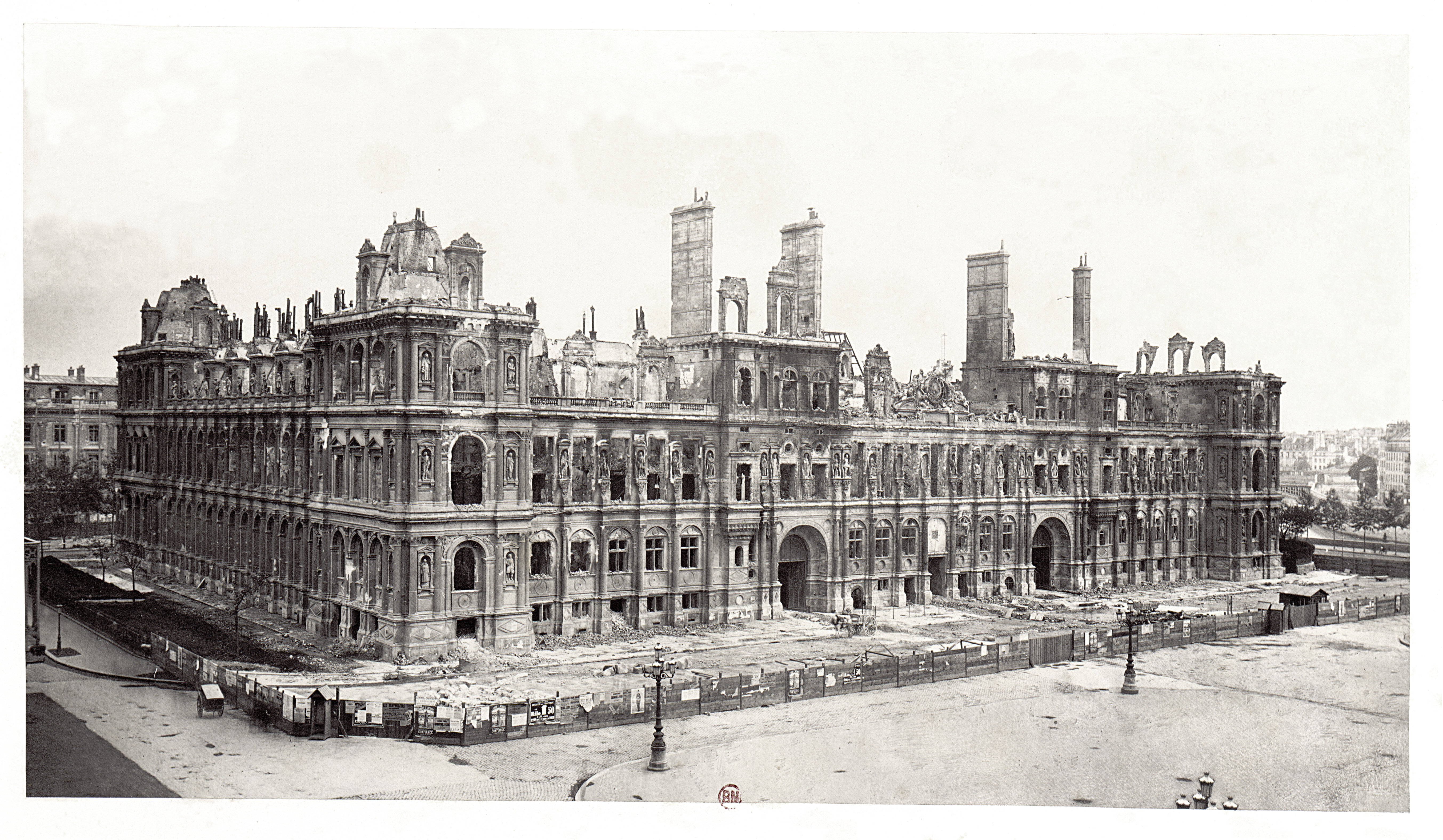
Hôtel de ville de Paris après le grand incendie de la Commune, 1871

### Application pendant la Commune
L'état de siège est déclaré de 1871 à 1874.

### Application en Algérie
La loi du 9 août 1849 est appliquée en Algérie lors de l’insurrection kabyle de 1871.

### Loi du 3 avril 1878, relative à l'état de siège
La loi du 3 avril 1878, relative à l'état de siège en modifie le régime juridique.
S'agissant des « cas où l'état de siège peut être déclaré », la loi du 3 avril 1878 précisa celle du 9 août 1849.
Celle-ci admettait, par son article 1er, que l'état de siège puisse être déclaré « en cas de péril imminent pour la sécurité intérieure ou extérieure ». L'article 1er de la loi du 3 avril 1878 apporta la restriction suivante : le « péril éminent » devait résulter « d'une guerre étrangère ou d'une insurrection à main armée ».
Par ailleurs, en cas de déclaration d'état de siège, la durée de celui-ci devait être précisée. Au terme de celle-ci, l'état de siège était automatiquement levé, sauf si une nouvelle loi le prolongeait. Ces deux restrictions majeures, quant au contexte et à la durée, apportées par rapport à la loi de 1849 constituaient, entre autres, une réponse à l'état de siège tel qu'il avait eu lieu lors de la guerre franco-prussienne de 1870-1871 : dans certaines communes, celui-ci avait été maintenu jusqu'en 1876 afin de pouvoir bénéficier, du point de vue de l'exécutif, du régime restrictif quant à la liberté de la presse. Ainsi, aux législatives de 1876, il reste encore quatre départements soumis à l'état de siège, et ce sont les plus peuplés: Seine, Seine-et-Oise, Rhône et Bouches-du-Rhône.
S'agissant des formes de la déclaration de l'état de siège, la loi du 3 avril 1878 adapta celle du 9 août 1849 aux trois lois formant, ensemble, la Constitution de la IIIe République : celle du 24 février 1875, relative à l'organisation du Sénat ; celle du 25 février 1875, relative à l'organisation des pouvoirs publics ; et celle du 16 juillet 1875, sur les rapports des pouvoirs publics.
En premier lieu, l'article 20 de la Constitution du 4 novembre 1848 déléguait l'exercice du pouvoir législatif à une assemblée unique : l'Assemblée nationale.

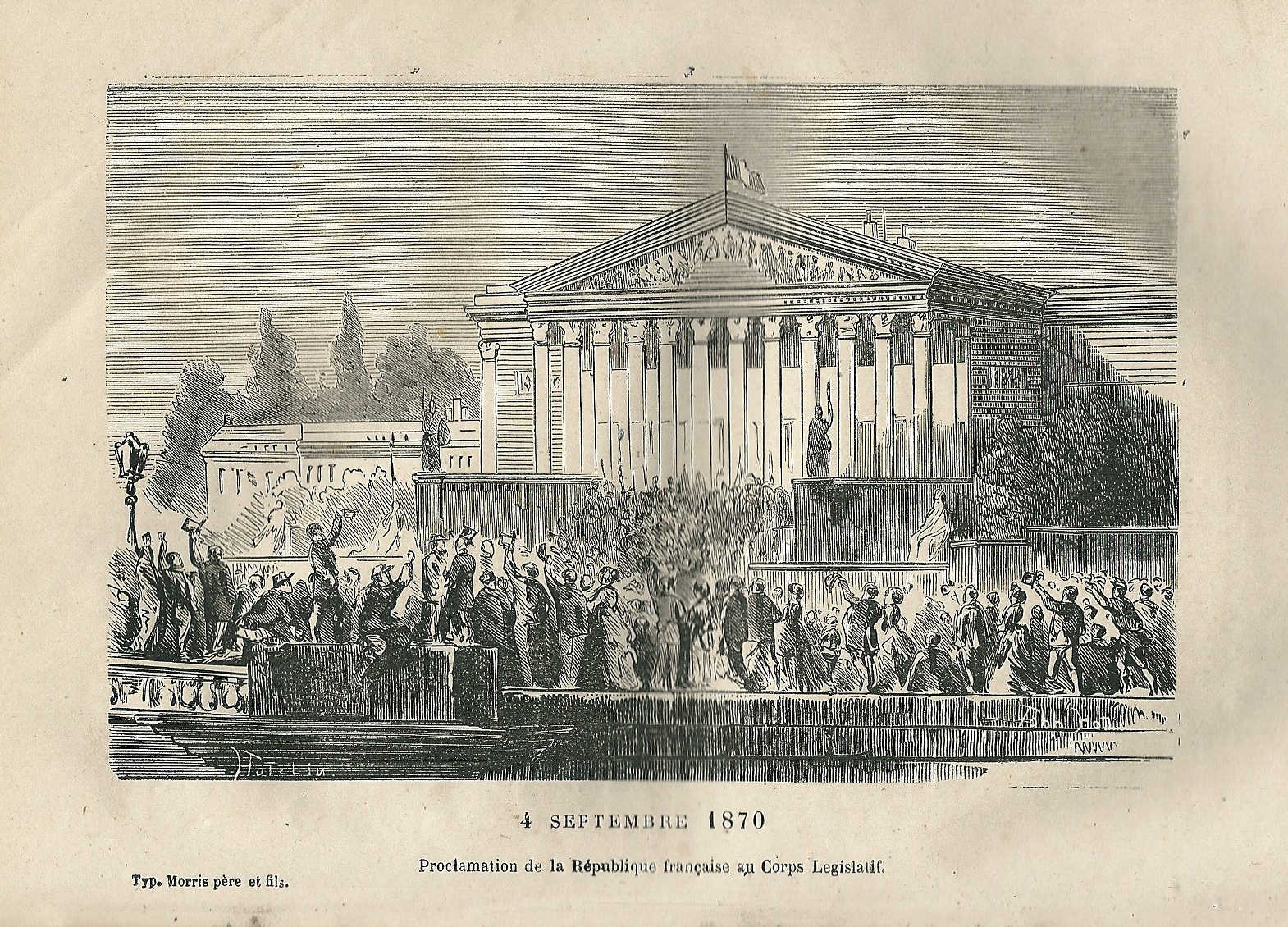
Gravure proclamation de la IIIe République

Au contraire, l'article 1er de la loi du 25 février 1875, relative à l'organisation des pouvoirs publics, prévoyait l'exercice du pouvoir législatif par deux chambres : la Chambre des députés et le Sénat.
L'article 1er de la loi du 3 avril 1848 vint régler le concours des chambres, en précisant, en son alinéa 2, que la déclaration de l'état de siège devait, en principe, revêtir la forme d'une loi.
En deuxième lieu, l'article 51 de la Constitution du 4 novembre 1848 interdisait au Président de la République de dissoudre ou proroger l'Assemblée nationale, et de suspendre, de quelque manière, l'empire de la Constitution et des lois.
Son article 68 précisait que toute mesure par laquelle le Président de la République dissoudrait l'Assemblée nationale, la prorogerait ou mettrait obstacle à l'exercice de son mandat, serait un crime de haute trahison emportant immédiatement la déchéance du Président de la République et transfert de plein droit de ses fonctions à l'Assemblée nationale.
Au contraire, l’article 2 de la loi constitutionnelle du 16 juillet 1875, sur les rapports des pouvoirs publics, conférait au Président de la République le droit d'ajourner les chambres, deux fois au plus par session, et pour une durée maximale d'un mois.
L'article 2 de la loi du 3 avril 1878 vint ainsi prévoir le cas d'ajournement des chambres.
En ce cas, le Président de la République pouvait déclarer l'état de siège par décret en Conseil des ministres, mais alors les chambres se réunissaient de plein droit, deux jours après.
En troisième lieu, l’article 5 de la loi du 25 février 1875, relative à l'organisation des pouvoirs publics, conférait au Président de la République le droit de dissoudre la Chambre des députés, sur l'avis conforme du Sénat, sous réserve de convoquer les collèges électoraux pour de nouvelles élections dans les trois mois.
L'article 3 de la loi du 3 avril 1878 vint prévoir le cas de dissolution de la Chambre des députés ; la loi intervenait en effet peu de temps après la crise du 16 mai 1877, au cours de laquelle le maréchal MacMahon avait dissout les chambres et était soumis à des pressions de la part des royalistes pour déclarer l'état de siège.
En ce cas, et jusqu'à l'accomplissement entier des opérations électorales, l'état de siège ne pouvait, même provisoirement, être déclaré par le Président de la République, empêchant ainsi le risque qui avait été très présent lors de la crise du 16 mai. Néanmoins, s'il y avait guerre, le Président de la République, de l'avis du Conseil des ministres, pouvait déclarer l'état de siège dans les territoires menacés par l'ennemi, à la condition de convoquer les collèges électoraux et de réunir les chambres dans le plus bref délai possible.
En outre, l'article 109 de la Constitution du 4 novembre 1848 avait déclaré le territoire de l'Algérie, territoire français, régi par des lois particulières jusqu'à ce qu'une loi spéciale les place sous son régime. L'Algérie n'était pas une colonie, mais constituée de trois départements. La loi du 9 août 1849 l'avait ignoré. L'article 4 de la loi du 3 avril 1878 vint prévoir le cas de l'Algérie. Son Gouverneur pouvait déclarer tout ou partie de son territoire en état de siège dès lors que les communications avec la métropole étaient interrompues.

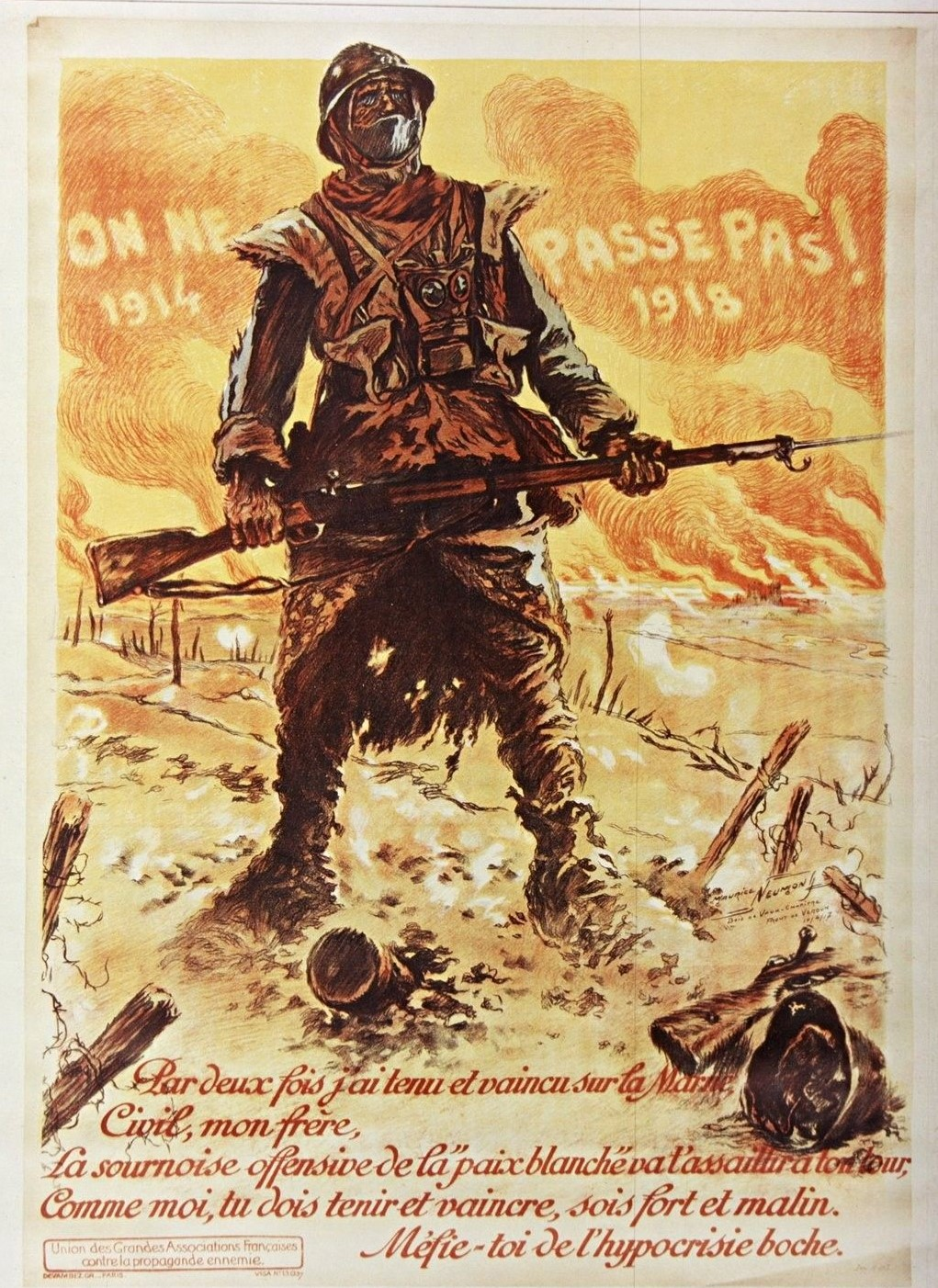
illustration On ne passe pas, propagande militaire

### Première Guerre mondiale et loi du 27 avril 1916

#### Déclaration de l'état de siège
Au début de la Première Guerre mondiale, la déclaration d'état de siège par le président Poincaré, le 2 août 1914 (deux jours avant réception de la déclaration de guerre allemande), contrevint à la loi de 1878. D'une part, le Parlement était alors en vacances - ce qui, en soi, était conforme à la loi de 1878 (art. 2, prévoyant en ce cas la réunion de plein droit du Parlement deux jours après). D'autre part, lorsque celui-ci fut rappelé, il rédigea une loi entérinant le décret de Poincaré, mais étendant l'état de siège à « toute la durée de la guerre », ce qui contrevenait tant à la lettre qu'à l'esprit de la durée limitée qui devait, selon la loi de 1878, être clairement énoncée. L'article unique de la loi dispose en effet : « l’état de siège déclaré par le décret du 2 août 1914 dans les 86 départements, le territoire de Belfort et les trois départements d’Algérie est maintenu pendant toute la durée de la guerre ». Comme le souligne Joseph Barthélémy (1915), l'extension à toute la France de l'état de siège, si elle est conforme à la lettre de la loi de 1878 puisqu'elle énumère tous les départements concernés, est très probablement contraire à son esprit, qui visait seuls les territoires effectivement menacés. De fait, le décret du 2 août, confirmé par la loi du 5 août 1914 sur l'état de siège, aboutit à une reformulation du cadre juridique existant (les lois de 1849 et de 1878 n'ayant aucune valeur constitutionnelle, le législateur peut passer outre), accordant notamment à l'exécutif le soin de lever l'état de siège et, le cas échéant, de le re-proclamer de nouveau. Le 4 mars 1915, le radical-socialiste Paul Meunier dépose, sans succès, une proposition de loi visant à lever l'état de siège.

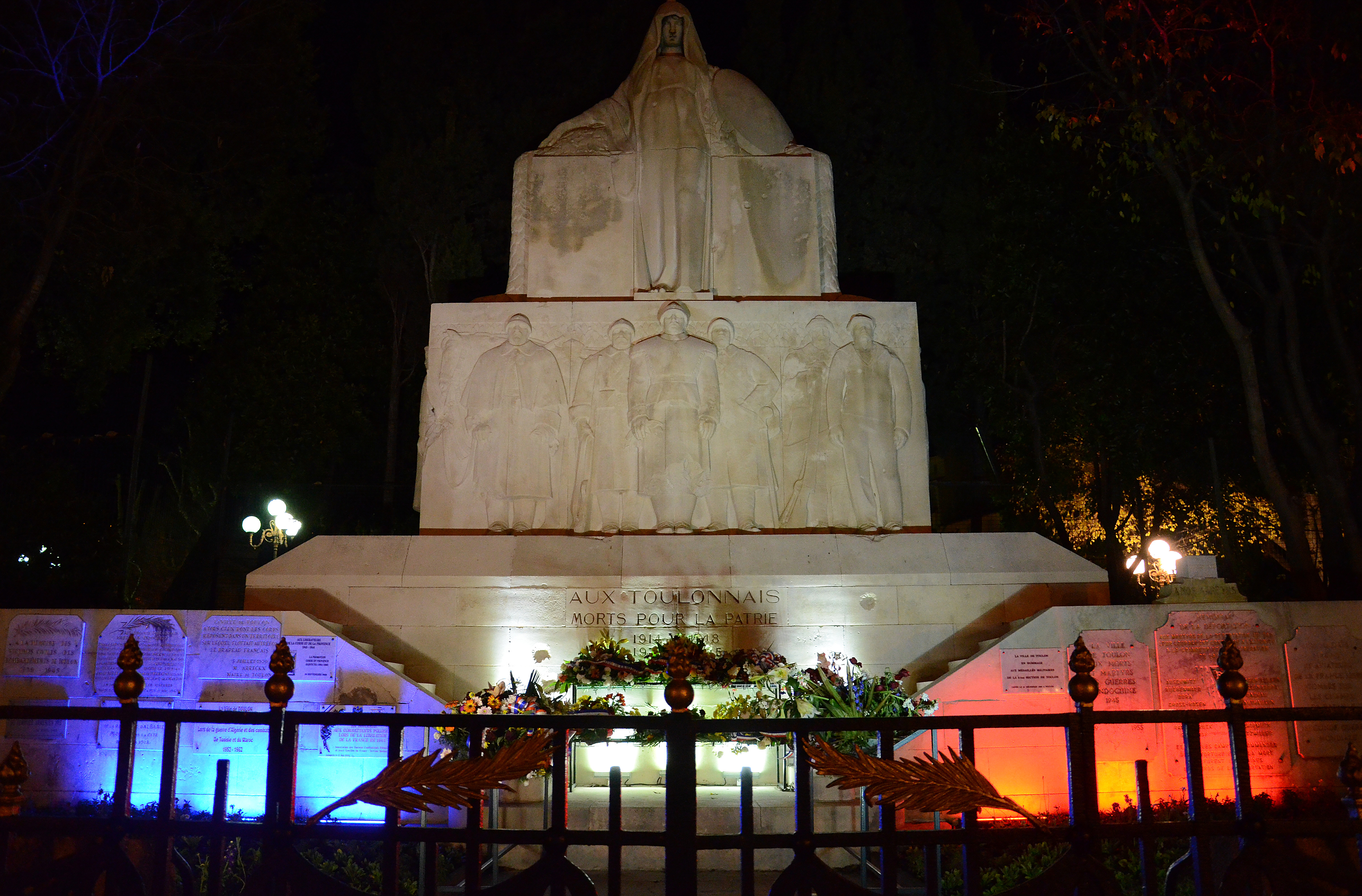
Monument aux morts de la Première Guerre mondiale, Toulon

En outre, le Parlement n'aurait pas dû être renvoyé quelques jours plus tard (de fait, il n'y eût pas de session parlementaire jusqu'en janvier 1915, ce qui contredit formellement la loi de 1878),. Toutefois, si l'armée reprenait les pouvoirs de maintien de l'ordre à l'autorité civile, le Grand Quartier général demeurait responsable devant le gouvernement, lui-même responsable devant le Parlement.
Enfin, l'état de siège fut levé le 12 octobre 1919, près d'un an après l'armistice du 11 novembre 1918 et plus de trois mois après la signature du traité de Versailles, le 28 juin 1919. Associé à la censure, il permettait notamment à Poincaré de pouvoir négocier en évitant une trop grande pression des journaux, tandis que les parlementaires n'avaient d'autre choix que de l'accepter ou de retirer leur confiance vis-à-vis du « Père la Victoire ».
De nombreuses dispositions prises par l'exécutif sous le prétexte de l'état de siège semblent aller bien au-delà de la loi, les libertés affectées étant dûment énumérées du moins dans la loi de 1849, ce qui suscite un certain débat chez les juristes sur leur légalité. Ainsi, c'est sous l'empire de la loi proclamant l'état de siège que l'absinthe fut interdit, en 1915. Un général va jusqu'à se réclamer de la loi de 1849 pour interdire la prostitution et mettre en place des tribunaux spécifiques pour les prostituées, ce que rapportera L'Homme enchaîné du 20 février 1915. La liberté de commerce et des prix est affectée. Tout voyage en train de plus de 150 km au-delà de Paris devait être autorisé par la police, une disposition allant à l'encontre de la loi qui ne prévoyait aucune restriction sur ce sujet. Alors qu'une certaine jurisprudence et quelques lois amorcent timidement un statut des fonctionnaires au début du XXe siècle, celui-ci est suspendu à la faveur de l'état de siège, d'une façon allant bien au-delà de ce que permettait, en principe, la loi. Cela donne ainsi naissance à l'arrêt Heyriès, en 1918, l'un des Grands Arrêts du Conseil d'État, qui constitue une « véritable doctrine des pouvoirs de crise » d'origine prétorienne, parallèle aux formes législatives et constitutionnelles permettant de décréter l'état d'urgence (loi du 3 avril 1955), l'état de siège(art. 36 de la Constitution de 1958) ou la reconnaissance de « pouvoirs exceptionnels » accordés au président de la République (art. 16 de la Constitution).

#### Arrêts du Conseil d'État interprétant la loi de 1849

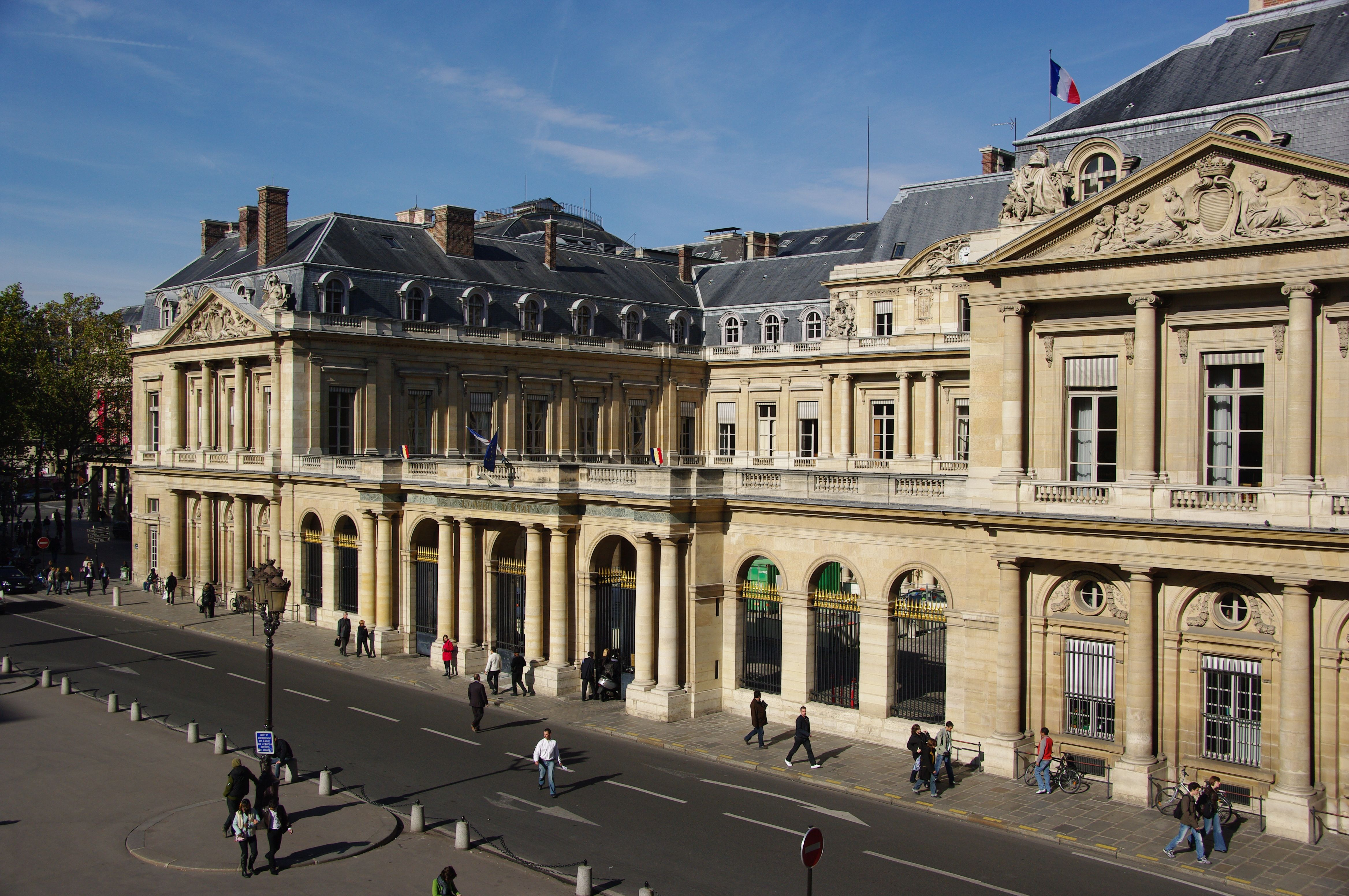
Entrée du Conseil d'État, Paris

En août 1915, deux arrêts du Conseil d'État (Delmotte et Senmartin, deux affaires similaires portant sur la fermeture de débits de boisson à Annecy et à Bayonne, accusés de nuire à la moralité publique) conduisent ce dernier à rejeter ces recours pour excès de pouvoir et à affirmer quatre propositions, selon le commentateur Gaston Jèze qui, contrairement à Joseph Barthélémy, soutient la pleine légalité des diverses mesures adoptées :
- la loi de 1849 sur l'état de siège est toujours valide ;
- l'état de siège est un régime de légalité : les décisions des autorités, militaires et civiles, restent soumises à contrôle juridictionnel. Le Conseil d’État rejette l'application, ici, de la théorie des actes de gouvernement non susceptibles d'être contestés devant un tribunal ;
- les pouvoirs spéciaux organisés par la loi de 1849 sont de nature préventive, et non répressive ;
- la loi de 1849 ne doit pas être interprétée restrictivement; le terme de « réunion », visé par la loi de 1849, ne doit pas être pris au sens qu'il a dans la législation ordinaire (qui exclut les cafés) ; « la législation de l'état de siège ne doit pas se combiner avec les lois ordinaires », affirme ainsi le commissaire au gouvernement, car « elle a pour but de les contrecarrer en bloc, en substituant à l'état de droit ordinaire un état exceptionnel s'adaptant, lui, aux nécessités de l'heure » ;
- le transfert de certaines compétences des autorités civiles aux autorités militaires ne modifie pas celle-ci ni ne les augmentent.

La Cour de cassation émit un jugement analogue, à la suite d'une requête visant à contester un arrêté préfectoral interdisant la vente d'alcool au détail, considérée, comme les débits de boisson fermés, comme nuisant à la moralité publique.

#### Loi d'avril 1916 sur les tribunaux militaires
Par ailleurs, la loi du 27 avril 1916, relative au fonctionnement et à la compétence des tribunaux militaires en temps de guerre substitua les dispositions suivantes à l'article 8 de la loi du 9 août 1849, sur l'état de siège :
« Dans les territoires déclarés en état de siège, au cas de péril imminent résultant d'une guerre étrangère, les juridictions militaires peuvent être saisies, quelle que soit la qualité des auteurs principaux ou des complices, de la connaissance des crimes prévus et réprimés par les articles 75 à 85, 87 à 99, 109, 110, 114, 118, 119, 123 à 126, 132, 133, 139, 140, 141, 166, 167, 177 à 179, 188, 189, 191, 210, 211, 265 à 267, 341, 430 à 432, 434, 435, 439, 440 et 441 du Code pénal.

Les juridictions militaires peuvent, en outre, connaître :
1. Des délits prévus par la loi du 18 avril 1886, établissant des pénalités contre l'espionnage ;
2. Des infractions prévues par la loi du 4 avril 1915, qui sanctionne l'interdiction faite aux Français d'entretenir des relations d'ordre économique avec les sujets d'une puissance ennemie ;
3. Des faits punis et réprimes par la loi du 17 août 1915, assurant la juste répartition et une meilleure utilisation des hommes mobilisés ou mobilisables ;
4. De la provocation, par quelque moyen que ce soit, à la désobéissance des militaires envers leurs chefs dans tout ce qu'ils leur commandent pour l'exécution des lois et règlements militaires ;
5. De la provocation, par quelque moyen que ce soit, aux crimes d'assassinat, de meurtre, d'incendie, de pillage, de destruction d'édifices ou d'ouvrages militaires ;
6. De la provocation directe, par quelque moyen que ce soit, aux attentats contre la sûreté de l'État ;
7. Des délits prévus et réprimés par les articles 177 et 179 du Code pénal ;
8. Des délits commis par les fournisseurs en ce qui concerne les fournitures destinées aux services militaires, dans les cas prévus par les articles 430 à 483 du Code pénal, ainsi que la loi du 1er août 1905, sur la répression des fraudes, et les lois spéciales qui s'y rattachent ;
9. Des faux commis au préjudice de l'armée, et, d'une manière générale, de tous crimes ou délits portant atteinte à la défense nationale.

Ce régime exceptionnel cesse de plein droit à la signature de la paix.
Si l'état de siège est déclaré au cas de péril imminent résultant d'une insurrection à main armée, la compétence exceptionnelle reconnue aux juridictions militaires, en ce qui concerne les non-militaires, ne peut s'appliquer qu'aux crimes spécialement prévus par le Code de justice militaire, ou par les articles du Code pénal visés au § 1er du présent article et aux crimes connexes.

Dans tous les cas, les juridictions de droit commun restent saisies tant que l'autorité militaire ne revendique pas la poursuite »

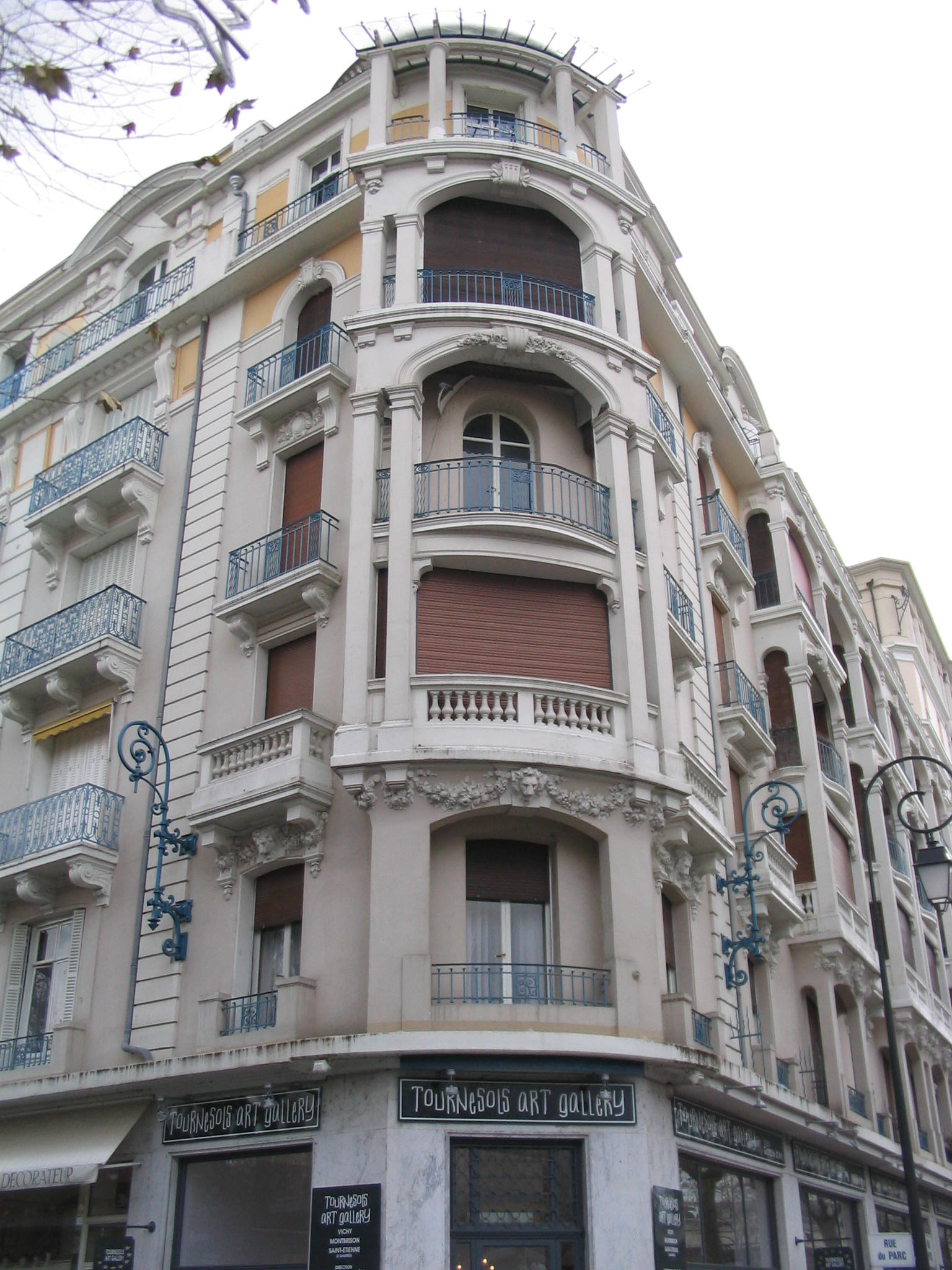
Hôtel du Parc, Vichy, siège et bureau du gouvernement de Vichy présidé par Pétain

### Application pendant la Seconde Guerre mondiale
Le décret-loi du 1er septembre 1939 portant déclaration de l’état de siège fit à nouveau application de cette légalité d’exception, dont la levée intervint le 12 octobre 1945.

### Loi du 7 décembre 1954, portant révision de la Constitution du 27 octobre 1946
Dans sa version initiale, la Constitution du 27 octobre 1946 ne comportait pas de disposition particulière relative à l'état de siège.
L'article 1er de la loi constitutionnelle du 7 décembre 1954 compléta l'article 7 de la Constitution, en y ajoutant la disposition suivante : « L'état de siège est déclaré dans les conditions prévues par la loi ».

### Constitution du 4 octobre 1958
L'article 36 de la Constitution de 1958 a encadré le régime de l'état de siège en confiant son initiative au Gouvernement et son contrôle au Parlement à partir du treizième jour.

## Régime juridique actuel
Le code de la défense prévoit sept régimes d'application exceptionnelle :
1. La guerre ;
2. L'état de siège[28] ;
3. L'état d'urgence, qui demeure régi par la loi no 55-385 du 3 avril 1955[29] modifiée, instituant un état d'urgence ;
4. La mobilisation, qui, lorsqu'elle est générale[30], consiste en la mise en œuvre de « l'ensemble des mesures de défense déjà préparées »[31] et la mise en garde, qui consiste en la mise en œuvre de « certaines mesures propres à assurer la liberté d'action du Gouvernement, à diminuer la vulnérabilité des populations ou des équipements principaux et à garantir la sécurité des opérations de mobilisation ou de « mise en œuvre des forces militaires »[32] ;
5. Le service de défense, qui consiste en la mise en œuvre de mesures propres « à assurer la continuité de l'action du Gouvernement, des directions et services de l'État, des collectivités territoriales, et des organismes qui leur sont rattachés, ainsi que des entreprises et établissements dont les activités contribuent à la défense, à la sécurité et à l'intégrité du territoire, de même qu'à la sécurité et la vie de la population »[33] ;
6. Les « sujétions résultants des manœuvres et exercices », qui permet notamment à l'autorité militaire, « pour l'exécution des exercices de tirs, marches, manœuvres ou opérations d'ensemble » que comporte l'instruction des troupes, (…) soit d'occuper momentanément les propriétés privées, soit d'en interdire temporairement l'accès »[34] ;
7. Le « dispositif de réserve de sécurité nationale ».

La Constitution de 1958 prévoit de plus, dans son article 16, que le président de la République puisse prendre des « dispositions exceptionnelles », de nature législatives et administratives pour rétablir au plus vite les pouvoirs constitutionnels réguliers.

### Cas où l'état de siège peut être déclaré
L'état de siège ne peut être déclaré, par décret en conseil des ministres, qu'en cas de péril imminent résultant d'une guerre étrangère ou d'une insurrection armée.

### Formes de la déclaration de l'état de siège

#### Déclaration par décret du Président de la République
L'état de siège est déclaré par décret en conseil des ministres.
Le décret désigne le territoire auquel il s'applique et détermine sa durée d'application.

#### Prorogation par la loi

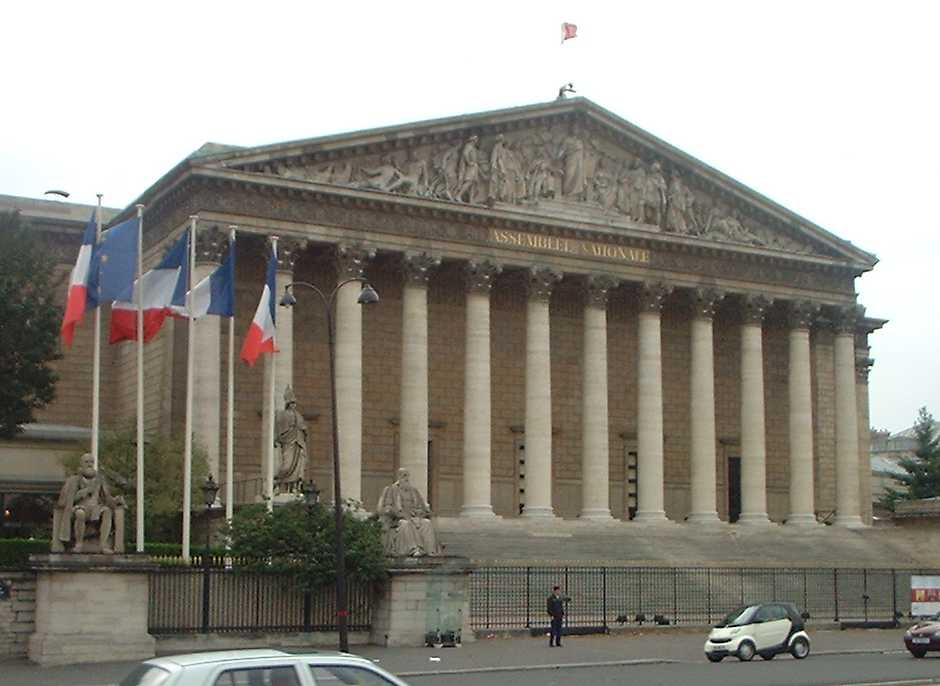
La prorogation de l'état de siège ne peut être autorisée que par le Parlement. photo : le Palais Bourbon, Assemblée nationale

Aux termes de l'alinéa 2 de l'article 36 de la Constitution du 4 octobre 1958 : « [La] prorogation [de l'état de siège] ne peut être autorisée que par le Parlement ».
L'article 131 du règlement de l'Assemblée nationale dispose que :
- « [L'autorisation prévue à l'article 36] de la Constitution ne [peut] résulter, en ce qui concerne l’Assemblée, que d’un vote sur un texte exprès d’initiative gouvernementale ou sur une déclaration du Gouvernement se référant [à cet article] » ;
- « Dans les débats organisés pour l’application [de l'article 36] de la Constitution, chaque groupe dispose, après l’intervention du Gouvernement, sauf décision contraire de la Conférence des présidents, d’un temps de parole […] d'une heure […]. Un temps de parole de dix minutes est [en outre] attribué au député n’appartenant à aucun groupe qui s’est fait inscrire le premier dans le débat. Les inscriptions de parole sont faites par les présidents des groupes, qui indiquent au Président de l’Assemblée [nationale] l’ordre dans lequel ils souhaitent que les orateurs soient appelés ainsi que la durée de leurs interventions, qui ne peut être inférieure à cinq minutes. Au vu de ces indications, le Président [de l'Assemblée nationale] détermine l’ordre des interventions » ;
- « Après la clôture du débat, la parole peut être accordée, sauf décision contraire de la Conférence des présidents, pour une explication de vote d’une durée de cinq minutes à l’orateur désigné par chaque groupe et aux autres orateurs. Les dispositions relatives à la clôture sont applicables à ces derniers » ;
- « Aucun amendement ne peut être déposé au titre [de cette procédure] ».

### Effets de l'état de siège
L’autorité militaire se substitue à l’autorité civile dans l’exercice des pouvoirs de police générale. Les tribunaux militaires deviennent compétents pour les crimes et délits contre la sûreté de l’État. La jouissance de certains droits est suspendue : la liberté du domicile, de la presse, de réunion, d’aller et venir. L’autorité militaire a le droit de proclamer un couvre-feu, de faire des perquisitions de jour et de nuit dans le domicile des citoyens, d’éloigner les repris de justice mais aussi les individus suspects ou tout simplement ceux qui n’ont pas leur domicile dans les lieux soumis à l’état de siège, d’ordonner la remise des armes et des munitions, de procéder à leur recherche et à leur enlèvement ou encore d’interdire les publications et les réunions qu’elles jugent de nature à exciter ou à entretenir le désordre.

#### Attributions de l'autorité militaire
Aussitôt l'état de siège décrété, les pouvoirs dont l'autorité civile était investie pour le maintien de l'ordre et la police sont transférés à l'autorité militaire. L'autorité civile continue à exercer ses autres attributions.
En outre, lorsque l'état de siège est décrété, l'autorité militaire peut :
- Faire des perquisitions domiciliaires de jour et de nuit ;
- Éloigner toute personne ayant fait l'objet d'une condamnation devenue définitive pour crime ou délit et les individus qui n'ont pas leur domicile dans les lieux soumis à l'état de siège ;
- Ordonner la remise des armes et munitions, et procéder à leur recherche et à leur enlèvement ;
- Interdire les publications et les réunions qu'elle juge de nature à menacer l'ordre public[36].

#### Attributions des juridictions militaires
Si l'état de siège est décrété en cas de péril imminent résultant d'une insurrection à main armée, la compétence exceptionnelle reconnue aux juridictions militaires, en ce qui concerne les non-militaires, ne peut s'appliquer qu'aux crimes spécialement prévus par le code de justice militaire ou par les articles du code pénal mentionnés au premier alinéa de l'article L. 2121-3 du code de la défense et aux crimes connexes.
Dans les territoires décrétés en état de siège en cas de péril imminent résultant d'une guerre étrangère, les juridictions militaires peuvent être saisies, quelle que soit la qualité des auteurs principaux ou des complices, de la connaissance des infractions prévues et réprimées par les articles suivantes du code pénal :
- Articles 224-1 à 224-5 : Enlèvement et séquestration ;
- Articles 322-6 à 322-11 : Destructions, dégradations et détériorations dangereuses pour les personnes ;
- Articles 410-1 à 411-11 : Trahison et espionnages ;
- Articles 412-1 et 412-2 : Attentat et complot ;
- Articles 412-3 à 412-6 : Mouvement insurrectionnel ;
- Articles 412-7 et 412-8 : Usurpation de commandement, levée de forces armées et provocation à s'armer illégalement ;
- Articles 413-1 à 413-8 : Atteintes à la sécurité des forces armées et aux zones protégées intéressant la défense nationale ;
- Articles 413-9 à 413-12 : Atteintes au secret de la défense nationale ;
- Articles 432-1 à 432-3 : Abus d'autorité dirigés contre l'administration ;
- Articles 432-4 et 432-5 : Atteintes à la liberté individuelle ;
- Articles 432-11 : Corruption passive et du trafic d'influence commis par des personnes exerçant une fonction publique ;
- Articles 433-1 et 433-2 : Corruption active et du trafic d'influence commis par les particuliers ;
- Article 433-3 : Menaces et actes d'intimidation commis contre les personnes exerçant une fonction publique ;
- Article 433-8, alinéa 2 : Rébellion armée commise en réunion ;
- Articles 442-1 à 442-3 : Fausse monnaie ;
- Articles 443-1 : Contrefaçon ou falsification des effets émis par le Trésor public avec son timbre ou sa marque ou des effets émis par les États étrangers avec leur timbre ou leur marque, ou usage ou transport de ces effets contrefaisants ou falsifiés ;
- Articles 444-1 : Contrefaçon ou falsification soit du sceau de l'État, soit des timbres nationaux, soit des poinçons servant à marquer les matières d'or, d'argent ou de platine, ou usage de ces sceaux, timbres ou poinçons, contrefaisants ou falsifiés ;
- Articles 444-2 : Usage frauduleux du sceau de l'État, des timbres nationaux ou des poinçons servant à marquer des matières d'or, d'argent ou de platine ;
- Articles 450-1 : Association de malfaiteurs.

Les juridictions militaires peuvent en outre connaître :
- Des faits sanctionnés par l'article 476-7 du code de justice militaire ;
- De la provocation, par quelque moyen que ce soit, à la désobéissance des militaires envers leurs chefs dans tout ce qu'ils leur commandent pour l'exécution des lois et règlements militaires ;
- De la provocation, par quelque moyen que ce soit, aux crimes d'assassinat, de meurtre, d'incendie, de pillage, de destruction d'édifices, d'ouvrages militaires ;
- Des délits commis par les fournisseurs en ce qui concerne les fournitures destinées aux forces armées, dans les cas prévus par les articles L. 213-1 à L. 213-5 du code de la consommation et les lois spéciales qui s'y rattachent ;
- Des faux commis au préjudice des forces armées et, d'une manière générale, tous crimes ou délits portant atteinte à la défense nationale.

Ce régime exceptionnel cesse de plein droit à la signature de la paix ou à la révocation de l'état de siège.